# Симадзу (род)
Симадзу (яп. 島津氏 симадзу-си) — японский самурайский род. Существовал с периода Камакура до конца периода Эдо. Помимо основного рода даймё, обосновавшихся в провинции Сацума, имеет множество младших ветвей. Торидзи — 忠 и 久.

## История
Согласно родовой легенде, Симадзу являются потомками древних переселенцев из Китая, которые вели свою родословную от Цинь Шихуанди. Эти переселенцы дали начало роду Корэмунэ, ответвлением которого были Симадзу. Основателем рода считается Симадзу Тадахиса (1179—1227), правитель земель на юге острова Кюсю — Сацумы, Осуми и Хюги.
В XV-XVI веках Симадзу вступили в борьбу за установление контроля над островом Кюсю. В 1578 году в битве на реке Мимигава их войска разбили род конкурента Отомо, а в 1584 году в битве при Окитанаватэ — род Рюдзодзи. Однако в 1587 году объединению Кюсю помешало вторжение на остров всеяпонского лидера Тоётоми Хидэёси. В результате конфликта Симадзу капитулировали перед Хидэёси, а их родовые владения были урезаны до одной провинции Сацума.
В 1592—1598 годах войска Симадзу Ёсихиро были задействованы в корейских походах. За высокие боевые качества враги называли их «дьяволами Симадзу».
В битве при Сэкигахара 1600 года Симадзу выступили на стороне «западной коалиции» под руководством Исиды Мицунари против армии Токугавы Иэясу. «Западники» проиграли битву, а их владения были конфискованы победителями. Исключение составлял только род Симадзу, войска которого не бежали, а атаковали противника и, прорвав несколько десятков вражеских рядов, включая полки самого Иэясу, смогли отступить с поля боя. За мужество Токугава оставил за Симадзу их земли — княжество Сацума. Со своей стороны, Симадзу признали себя вассалами будущего сёгуна.
В 1609 году, с разрешения сёгуната Токугава, род Симадзу успешно провёл завоевание королевства Рюкю на острове Окинава. Благодаря этому он смог взять под свой контроль торговлю с Китаем и Юго-Восточной Азией. На протяжении периода Эдо (1603—1867) роду Симадзу удалось накопить богатств больше, чем их имело центральное правительство.
В 1867 году Симадзу, во время правления Симадзу Хисамицу, вместе с родом Мори из княжества Тёсю и родом Ямаути из княжества Тоса начали войну против сёгуната, которая закончилась их победой и проведением реставрации прямого императорского правления. Представители правительства Кюсю вошли в состав нового правительства созданной ими Японской империи. Род Симадзу продолжал влиять на японскую политику до 1945 года.
Интересно, что экс-премьер-министр Японии Дзюнъитиро Коидзуми происходил из рода, который столетиями служил роду Симадзу в провинции Сацума.

## Главы рода Симадзу
| №  | Имя              | Имя        | Годы главенства |
| №  | по-русски        | по-японски | Годы главенства |
| -- | ---------------- | ---------- | --------------- |
| 01 | Симадзу Тадахиса | 島津忠久   | 1186—1227       |
| 02 | Симадзу Тадатоки | 島津忠時   | 1227—1272       |
| 03 | Симадзу Хисацунэ | 島津久経   | 1272—1284       |
| 04 | Симадзу Тадамунэ | 島津忠宗   | 1284—1325       |
| 05 | Симадзу Садахиса | 島津貞久   | 1325—1363       |

| №  | Имя              | Имя        | Годы главенства |
| №  | по-русски        | по-японски | Годы главенства |
| -- | ---------------- | ---------- | --------------- |
| 06 | Симадзу Морохиса | 島津師久   | 1363—1376       |
| 07 | Симадзу Корэхиса | 島津伊久   | 1376—1407       |

| №  | Имя              | Имя        | Годы главенства |
| №  | по-русски        | по-японски | Годы главенства |
| -- | ---------------- | ---------- | --------------- |
| 06 | Симадзу Удзихиса | 島津氏久   | 1363—1387       |
| 07 | Симадзу Мотохиса | 島津元久   | 1387—1411       |

| №  | Имя              | Имя        | Годы главенства |
| №  | по-русски        | по-японски | Годы главенства |
| -- | ---------------- | ---------- | --------------- |
| 08 | Симадзу Хисатоё  | 島津久豊   | 1411—1425       |
| 09 | Симадзу Тадакуни | 島津忠国   | 1425—1470       |
| 10 | Симадзу Тацухиса | 島津立久   | 1470—1474       |
| 10 | Симадзу Тадамаса | 島津忠昌   | 1474—1508       |
| 11 | Симадзу Тадахару | 島津忠治   | 1508—1515       |
| 12 | Симадзу Тадатака | 島津忠隆   | 1515—1519       |
| 13 | Симадзу Кацухиса | 島津勝久   | 1519—1527       |
| 14 | Симадзу Такахиса | 島津貴久   | 1527—1566       |
| 15 | Симадзу Ёсихиса  | 島津義久   | 1566–1587       |
| 16 | Симадзу Ёсихиро  | 島津義弘   | 1587–1602       |

| №  | Имя               | Имя        | Годы главенства |
| №  | по-русски         | по-японски | Годы главенства |
| -- | ----------------- | ---------- | --------------- |
| 17 | Симадзу Иэхиса    | 島津家久   | 1602–1638       |
| 18 | Симадзу Мицухиса  | 島津光久   | 1638—1687       |
| 19 | Симадзу Цунатака  | 島津綱貴   | 1687—1704       |
| 20 | Симадзу Ёситака   | 島津吉貴   | 1704—1721       |
| 20 | Симадзу Цугутоё   | 島津継豊   | 1721—1746       |
| 21 | Симадзу Мунэнобу  | 島津宗信   | 1746—1749       |
| 22 | Симадзу Сигэтоси  | 島津重年   | 1749—1755       |
| 23 | Симадзу Сигэхидэ  | 島津重豪   | 1755—1787       |
| 24 | Симадзу Норинобу  | 島津斉宣   | 1787—1809       |
| 25 | Симадзу Нариоки   | 島津斉興   | 1809—1851       |
| 26 | Симадзу Нариакира | 島津斉彬   | 1851—1858       |
| 27 | Симадзу Тадаёси   | 島津忠義   | 1858—1871       |

| №  | Имя              | Имя        | Годы главенства |
| №  | по-русски        | по-японски | Годы главенства |
| -- | ---------------- | ---------- | --------------- |
| 28 | Симадзу Тадасигэ | 島津忠重   | 1871—1968       |
| 29 | Симадзу Тадахидэ | 島津忠秀   | 1968—1996       |
| 30 | Симадзу Нобухиса | 島津修久   | 1996—2024       |
| 31 | Симадзу Тадахиро | 島津忠裕   | 2024—н.в.       |